# Manuel Soares de Coimbra
Manuel Soares de Coimbra (Rio de Janeiro, 1737 — Nossa Senhora do Desterro, 23 de novembro de 1807) foi um militar e administrador colonial brasileiro.
Foi governador da capitania de Santa Catarina, assumindo o governo em 7 de janeiro de 1791, permanecendo no cargo até 8 de julho de 1793. Foi o primeiro brasileiro a governar a capitania.